# Велике Алпаєво
Велике Алпа́єво (рос. Большое Алпаево) — село у складі Бугурусланського району Оренбурзької області, Росія.
Стара назва — Алпаєво.

## Населення
Населення — 72 особи (2010; 198 у 2002).
Національний склад (станом на 2002 рік):
- мордва — 78 %